# Communauté de communes de la Région de Bapaume
Die Communauté de communes de la Région de Bapaume ist ein ehemaliger französischer Gemeindeverband (Communauté de communes) im Département Pas-de-Calais und der Region Nord-Pas-de-Calais. Er wurde am 30. Dezember 1992 gegründet. Der Gemeindeverband fusionierte 2013 mit der Communauté de communes du Canton de Bertincourt und Teilen der Communauté de communes du Sud-Arrageois und bildete damit die Communauté de communes du Sud-Artois.

## Mitglieder
1. Ablainzevelle
2. Achiet-le-Grand
3. Achiet-le-Petit
4. Avesnes-lès-Bapaume
5. Bancourt
6. Bapaume
7. Beaulencourt
8. Béhagnies
9. Beugnâtre
10. Biefvillers-lès-Bapaume
11. Bihucourt
12. Bucquoy
13. Douchy-lès-Ayette
14. Favreuil
15. Frémicourt
16. Grévillers
17. Le Sars
18. Le Transloy
19. Ligny-Thilloy
20. Martinpuich
21. Morval
22. Riencourt-lès-Bapaume
23. Sapignies
24. Vaulx-Vraucourt
25. Villers-au-Flos
26. Warlencourt-Eaucourt

## Quelle
- Le SPLAF – (Website zur Bevölkerung und Verwaltungsgrenzen in Frankreich (frz.))